# Četekovac
Četekovac es una localidad de Croacia en el municipio de Mikleuš, condado de Virovitica-Podravina.
El 4 de septiembre de 1991, 24 pobladores de Četekovac, Čojlug y Balinci, entre ellos dos policías y tres mujeres fueron asesinados por las milicias serbocrotas en el marco de la ocupación de Eslavonia Occidental. La mitad de la aldea fue destruida.

## Geografía
Se encuentra a una altitud de 137 m s. n. m. a 197 km de la capital nacional, Zagreb.

## Demografía
En el censo 2011 el total de población de la localidad fue de 213 habitantes.
| Gráfica de población de Četekovac 1857-2011                         |
|                                                                     |
| Según los censos de población de la oficina estadística de Croacia. |